# Igor Lazić
Igor Lazić (Zagreb, Hrvatska, 14. veljače 1992.) hrvatski je profesionalni hokejaš na ledu. Igra na poziciji desnog krila. Bio je član hrvatskog KHL Medveščaka u EBEL-u.

## Karijera

### KHL Medveščak
Lazić je karijeru započeo 2006. godine u KHL Medveščak. Prve ligaške nastupe upisao je u sezoni 2008./09.

## Statistika karijere
Bilješka: OU = odigrane utakmice, G = gol, A = asistencija, Bod = bodovi, +/- = plus/minus, KM = kaznene minute, GV = gol s igračem više, GM = gol s igračem manje, GO = gol odluke
| 2009./10. | KHL Medveščak | EBEL | 21 | 0 | 0 | 0 | 0 | 0 | 0 | 0 | 0 |  |  |  |  |  |  |  |  |  |

## Vanjske poveznice
- Profil na Eurohockey.net